# Pouilly-les-Nonains
 Pouilly-les-Nonains  es una población y comuna francesa, situada en la región de Ródano-Alpes, departamento de Loira, en el distrito de Roanne y cantón de Roanne-Sud.

## Demografía
| 694 | 774 | 1021 | 1311 | 1627 | 1598 |
| Para los censos de 1962 a 1999 la población legal corresponde a la población sin duplicidades (Fuente: INSEE [Consultar]) |     |      |      |      |      |